# Compsobuthus setosus
Espèce
Synonymes
- Compsobuthus lowei Lourenço & Duhem, 2012

Compsobuthus setosus est une espèce de scorpions de la famille des Buthidae.

## Distribution
Cette espèce se rencontre en Arabie saoudite, aux Émirats arabes unis et en Oman,.

## Description
La femelle holotype mesure 28,70 mm.

## Systématique et taxinomie
Compsobuthus lowei est placée en synonymie par Kovařík en 2013.

## Publication originale
- Hendrixson, 2006 : « Buthid scorpions of Saudi Arabia, with notes on other families (Scorpiones: Buthidae, Liochelidae, Scorpionidae). » Fauna of Arabia, vol. 21, p. 33-120.